# Karl Flößer
Karl Flößer (* 28. Juni 1879 in Dürrn bei Pforzheim; † 5. Juli 1952 in Karlsruhe) war ein deutscher Gewerkschafter und Politiker.

## Werdegang
Flößer war von Beruf Former. Er war gewerkschaftlich als Vertrauensmann und Mitglied des Arbeitsausschusses des Deutschen Metallarbeiterverbandes tätig. Von 1911 bis 1920 war er Mitglied im Karlsruher Bürgerausschuss, danach bis 1930 als Vertreter der SPD Stadtrat. Während der Zeit des Nationalsozialismus wurde er wegen seiner Gegnerschaft zum Regime mehrmals von der Gestapo verhaftet und sein Haus durchsucht. Nach Kriegsende trug er zum Aufbau der Gewerkschaften bei und war geschäftsführender Vorsitzender des Ortsausschusses Karlsruhe des Deutschen Gewerkschaftsbundes (DGB). Von 1947 bis 1951 war er erneut Stadtrat. Außerdem war er Aufsichtsratsvorsitzender der Konsumgenossenschaft und Vorstandsmitglied der Landesversicherungsanstalt Baden.

## Ehrungen
- 1952: Verdienstkreuz (Steckkreuz) der Bundesrepublik Deutschland
- Benennung der Karl-Flößer-Straße im Karlsruher Stadtteil Oberreut